# Pystira nigripalpis
Pystira nigripalpis là một loài nhện trong họ Salticidae.
Loài này thuộc chi Pystira. Pystira nigripalpis được Tord Tamerlan Teodor Thorell miêu tả năm 1877.